# Percy (Illinois)
Percy ist ein Village im Randolph County im Süden des US-amerikanischen Bundesstaates Illinois. Das U.S. Census Bureau hat bei der Volkszählung 2020 eine Einwohnerzahl von 906 ermittelt.

## Geographie
Percys geographische Koordinaten lauten 38° 1′ N, 89° 37′ W. Der Ort liegt an der Illinois State Route 150.
Nach den Angaben des United States Census Bureau hat Percy eine Gesamtfläche von 2,42 km², wovon 2,41 km² (oder 99,68 %) Land und 0,01 km² (oder 0,32 %) auf Gewässer entfallen.
Eine Strecke der Illinois Central Railroad (heute Canadian National Railway) verläuft von Nordwesten nach Südosten durch Percy; Strecken in Richtung Osten und westwärts zur Strecke nach Chester biegen südlich des Orts ab. Nördlich der weitgehend im Schachbrettmuster angeordneten Straßen des Dorfes verläuft in West-Ost-Richtung eine Strecke der Missouri Pacific Railroad (heute Union Pacific Railroad).

## Geschichte
Percy wurde 1863 auf Land, das John T. Stort zur Verfügung gestellt hatte, durch die Cairo and St. Louis Railroad gegründet und hat seinen Namen vermutlich nach Percy Kampen, dem Sohn eines Superintendenten der Kampenville Mine. Nach anderen Angaben war Percy der Name des Maschinisten auf dem ersten Zug, der durch die Stadt fuhr. Am 19. Februar 1873 wurde ein Postamt eingerichtet, und 1887 wurde Percy als Village inkorporiert.

## Demographie
Zum Zeitpunkt des United States Census 2000 bewohnten Percy 942 Personen. Die Bevölkerungsdichte betrug 431,3 Personen pro km². Es gab 431 Wohneinheiten, durchschnittlich 189,1 pro km². Die Bevölkerung in Percy bestand zu 98,94 % aus Weißen, 0,21 % Schwarzen oder African American, 0,21 % Native American, 0,32 % Asian, 0 % Pacific Islander, 0,32 % gaben an, anderen Rassen anzugehören und 0,32 % nannten zwei oder mehr Rassen. 2,23 % der Bevölkerung erklärten, Hispanos oder Latinos jeglicher Rasse zu sein.
Die Bewohner Percys verteilten sich auf 387 Haushalte, von denen in 28,4 % Kinder unter 18 Jahren lebten. 51,9 % der Haushalte stellten Verheiratete, 10,3 % hatten einen weiblichen Haushaltsvorstand ohne Ehemann und 35,4 % bildeten keine Familien. 30,5 % der Haushalte bestanden aus Einzelpersonen und in 16,0 % aller Haushalte lebte jemand im Alter von 65 Jahren oder mehr alleine. Die durchschnittliche Haushaltsgröße betrug 2,33 und die durchschnittliche Familiengröße 2,89 Personen.
Die Bevölkerung verteilte sich auf 22,0 % Minderjährige, 9,7 % 18–24-Jährige, 27,8 % 25–44-Jährige, 21,4 % 45–64-Jährige und 19,1 % im Alter von 65 Jahren oder mehr. Der Median des Alters betrug 39 Jahre. Auf jeweils 100 Frauen entfielen 88,0 Männer. Bei den über 18-Jährigen entfielen auf 100 Frauen 84,7 Männer.
Das mittlere Haushaltseinkommen in Percy betrug 31.333 US-Dollar und das mittlere Familieneinkommen erreichte die Höhe von 35.956 US-Dollar. Das Durchschnittseinkommen der Männer betrug 28.043 US-Dollar, gegenüber 20.385 US-Dollar bei den Frauen. Das Pro-Kopf-Einkommen belief sich auf 15.524 US-Dollar. 11,3 % der Bevölkerung und 8,1 % der Familien hatten ein Einkommen unterhalb der Armutsgrenze, davon waren 20,7 % der Minderjährigen und 3,5 % der Altersgruppe 65 Jahre und mehr betroffen.